# Гунтер (маркграф Мерзебурга)
Гунтер (нем. Gunther; погиб 13 июля 982, Кротоне, Калабрия) — маркграф Мерзебурга в 965—976 и 979—982, маркграф Мейсена и Цайца с 981, вероятно, сын Эккехарда I, графа в районе Мерзебурга и родоначальника Эккехардинеров.

## Биография

### Ранние годы
Свидетельств о происхождении Гунтера не сохранилось, однако по имени его старшего сына Эккехарда I можно установить, что Гунтер происходил из рода Эккехардинеров, а его отцом был граф в области Мерзебурга Эккехард. Владения рода, который мог быть связан с Саксонской династией, располагались вокруг Наумбурга. Дата рождения Гунтера неизвестна.
Впервые он упоминается в документе от 13 февраля 962 года, когда император Оттон I Великий подтвердил буллу папы Иоанна XII, а подпись графа Гунтера стояла в числе других придворных. В 968 году он уже назван маркграфом во вновь созданной Магдебургской епархии, основанной по предложению Оттон I. В данном документе также называются маркграф Мейсена Вигберт и маркграф Цайца Виггер I.

### Правление
После смерти маркграфа Восточной Саксонской марки Геро I Железного в 965 году, его разросшаяся марка была разделена на пять или шесть владений, в результате чего были созданы новые маркграфства. Император Оттон I утвердил за Гунтером большую часть земель Геро, составивших маркграфство Мерзебург, столицей которого был одноименный город. Епископ Мерзебурга Бозон сумел образовать три новых епископства: Мерзебургское, Мейсенское и Цайцское, митрополитом которых был архиепископ Магдебурга.
В 966 году Гунтер сопровождал Оттона во время его поездки в Италию, направленной для установления отношений с Византийской империей.
В 976 году Гунтер совместно с герцогом Баварии Генрихом II поднял восстание против императора Оттона II Рыжего, сына Оттона I. Оттон II конфисковал Мерзебург и передал его в управление маркграфу Мейсена Титмару I, который правил маркграфством до своей смерти, а Гунтер и его сын Экхард I были изгнаны. Вернувшись из изгнания, Гунтер примирился с императором, а тот вернул ему Мерзебург в 979 году. Титул маркграфа Мейсена оставался два года вакантным, пока Гунтер в 981 году не получил и его. После смерти маркграфа Виггера I Гунтер также получил власть над маркграфством Цайц.
Гунтер присоединился к кампании Оттона, и отправился вместе с ним в Калабрию в 979 году, где и погиб 13 июля 982 года в битве при Стило против сарацин, возглавляемых сицилийским эмиром из династии Кальбитов Абу-л-Касимом, причём сам эмир при этом погиб. Преемником Гунтера стал Рикдаг II, который затем объединил маркграфства Мейсен, Мерзебург и Цайц под своей властью.
По словам хрониста Титмара Мерзебургского, Гунтер, возможно, был женат на Дубравке, дочери князя Чехии Болеслава I Грозного, которая в 965 году стала супругой польского князя Мешко I. Они имели трех сыновей: Эккехарда I, который был преемником Рикдага в 985 году, Гунцелина фон Кукенбурга, ставшего маркграфом после смерти брата в 1002 году, и Бруно, который защищал Мейсен от войск короля Польши Болеслава I Храброго в 1009 году.

### Брак и дети
Имя и происхождение жены Гунтера неизвестно. Дети:
- Эккехард I (ок. 960—30 апреля 1002), маркграф Мейсена с 985
- Гунцелин фон Кукенбург (ок. 965—после 1017), маркграф Мейсена с 1002
- Бруно (упом. в 1009)